# Montboyer
Montboyer (prononcer /mɔ̃.bwa.je/) est une commune du Sud-Ouest de la France, située dans le département de la Charente (région Nouvelle-Aquitaine).

## Géographie

### Localisation et accès

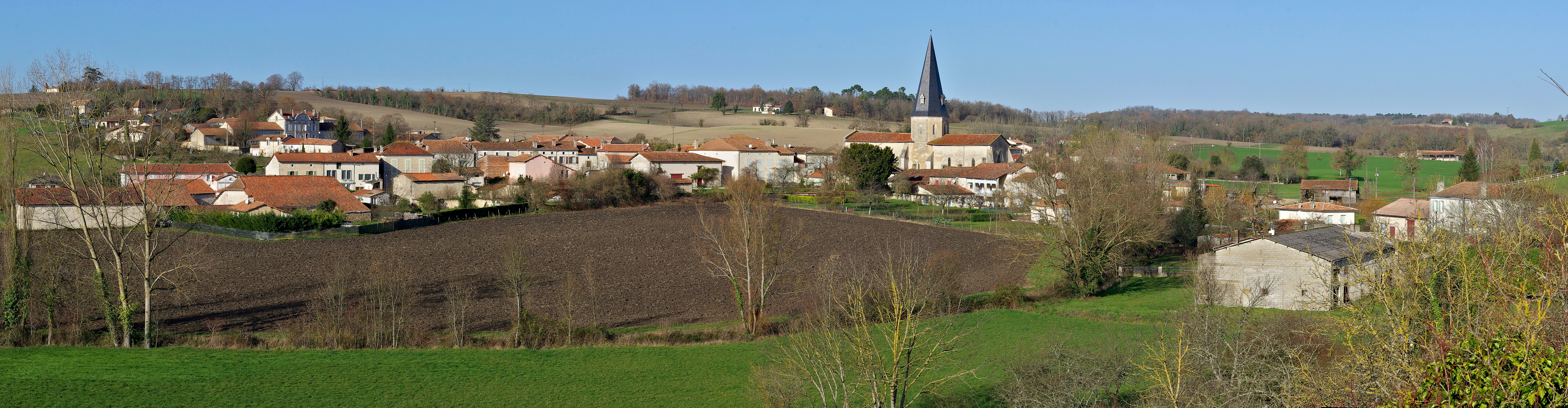
Montboyer : vue générale depuis la D 136.

Montboyer est une commune du Sud-Charente située à 7 km au nord de Chalais et 37 km au sud d'Angoulême. Elle est aussi située à 9 km au sud de Montmoreau, 9 km à l'est de Brossac, 10 km au nord-ouest d'Aubeterre-sur-Dronne.
Montboyer est située sur la D 674, route d'Angoulême à Libourne, entre Montmoreau et Chalais.
La gare la plus proche est celle de Chalais, desservie par des TER à destination d'Angoulême et de Bordeaux.

### Hameaux et lieux-dits
L'habitat est dispersé et la commune compte de nombreux hameaux et fermes.

### Communes limitrophes
| Saint-Laurent-des-Combes | Saint-Martial | Montmoreau, Bors |
| Brie-sous-Chalais        | Montboyer     | Bellon           |
|                          | Chalais       | Courlac, Orival  |

### Géologie et relief

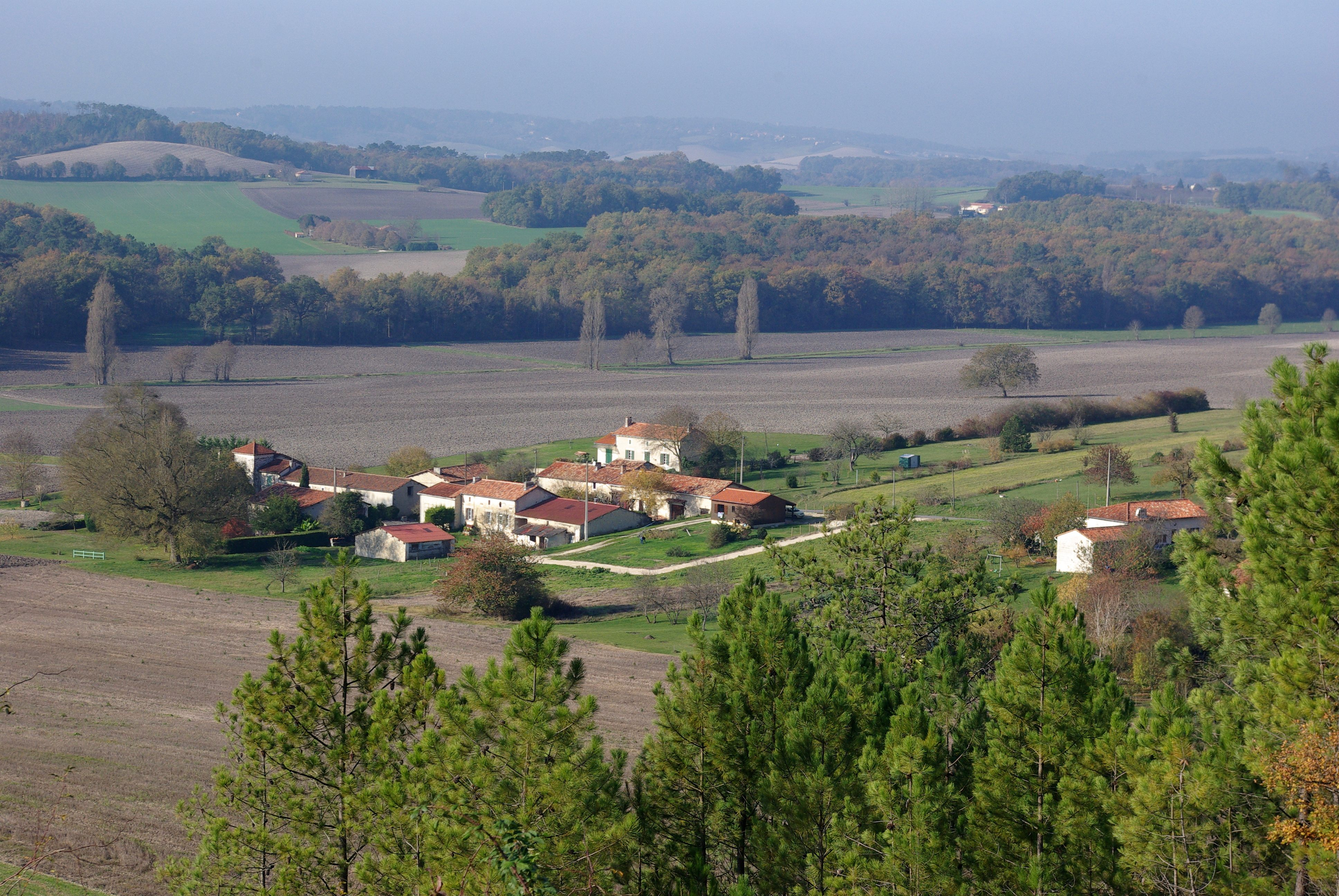
Vue aux environs de Chez Foucaud.

La commune est dans les coteaux du Campanien (Crétacé supérieur), calcaire crayeux qui occupe une grande partie du Sud Charente, mais aussi une petite zone de Santonien au nord-ouest (la Font de Cosson) sous la forme de formation de recouvrement due aux glaciations du Quaternaire, et dont la présence témoigne aussi de la présence d'un anticlinal. La vallée de la Tude, à l'est, est occupée par des alluvions récentes du Quaternaire, et les sommets boisés par des altérites,,.
Le territoire communal est assez vallonné et fait partie des coteaux du Montmorélien. Il compose aussi la Champagne charentaise qui s'étend entre le sud de Cognac et le Périgord blanc.
La commune est bordée à l'est par la vallée de la Tude. D'autres vallées secondaires traversent la commune et confluent vers le sud. Le point culminant de la commune est à une altitude de 171 m, situé à l'extrémité nord-ouest (croix Suraud). Le point le plus bas est à 47 m, situé à l'extrémité sud au confluent du Neuillac et de la Tude. Le bourg, construit dans un vallon, est à 85 m d'altitude.

### Hydrographie

#### Réseau hydrographique

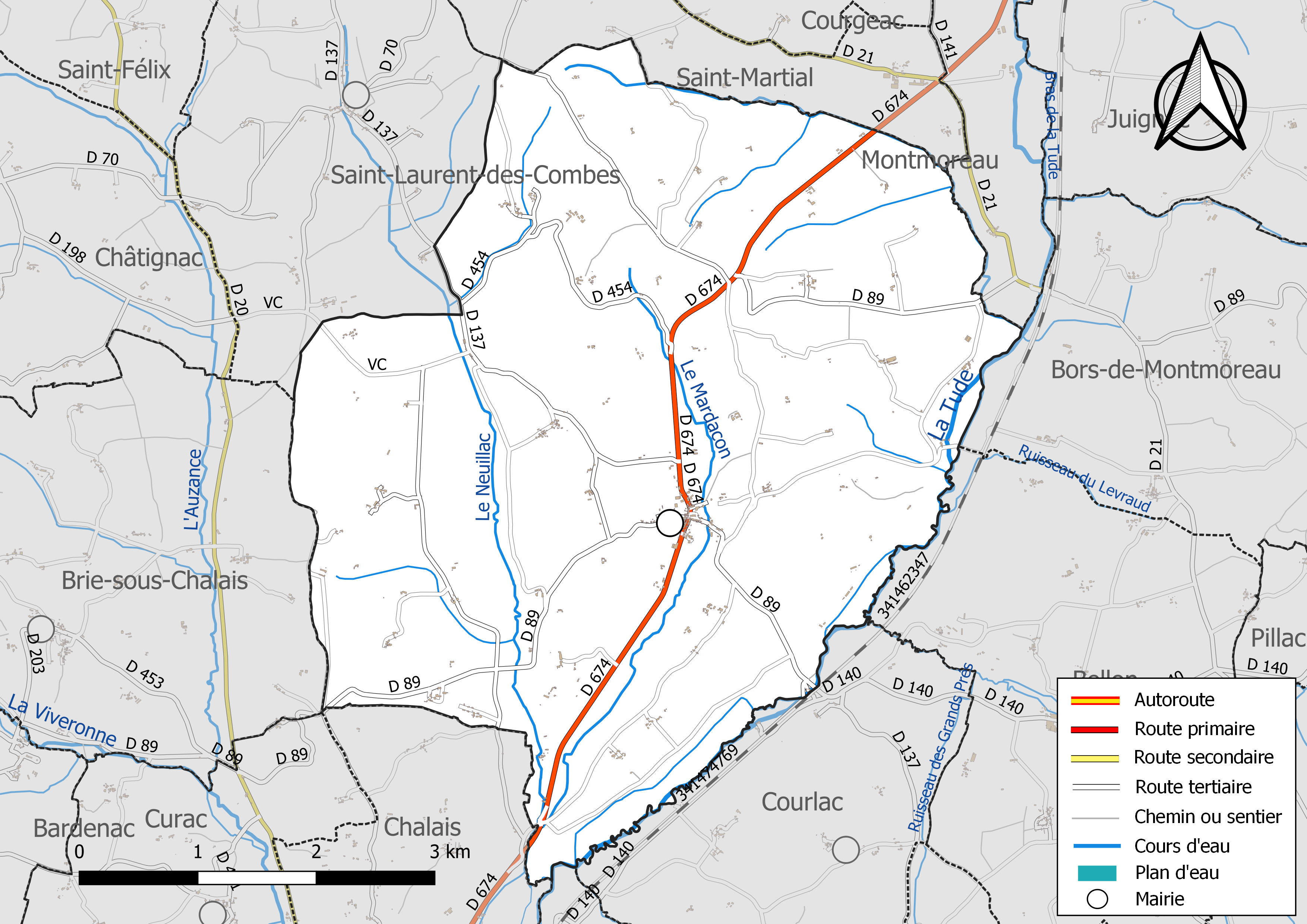
Réseaux hydrographique et routier de Montboyer.

La commune est située dans le bassin de la Dordogne au sein du Bassin Adour-Garonne. Elle est drainée par la Tude, le Mardacon, le Neuillac, le Guinelier le ruisseau du Levraud et par divers petits cours d'eau, qui constituent un réseau hydrographique de 28 km de longueur totale,.
La commune est bordée à l'est par la Tude, affluent de la Dronne, bassin versant de la Dordogne.
Le Neuillac, appelé Reteuil dans la commune voisine de Saint-Laurent-des-Combes où il prend sa source, traverse l'ouest de la commune pour se jeter dans la Tude au sud. Le Mardacon (ou la Fontaine Saint-Jean), ruisseau à sec en été, est un autre affluent de la Tude; il naît dans le nord de la commune (fontaine du Petit Doit) et passe au bourg. Un autre affluent de la Tude, ruisseau intermittent, fait la limite nord-est de la commune (pont de Peudry).
De nombreux autres ruisseaux intermittents et sources jalonnent le territoire communal.

#### Gestion des eaux
Le territoire communal est couvert par le schéma d'aménagement et de gestion des eaux (SAGE) « Isle - Dronne ». Ce document de planification, dont le territoire regroupe les bassins versants de l'Isle et de la Dronne, d'une superficie de 7 500 km2, a été approuvé le 2 août 2021. La structure porteuse de l'élaboration et de la mise en œuvre est l'établissement public territorial de bassin de la Dordogne (EPIDOR). Il définit sur son territoire les objectifs généraux d’utilisation, de mise en valeur et de protection quantitative et qualitative des ressources en eau superficielle et souterraine, en respect des objectifs de qualité définis dans le troisième SDAGE  du Bassin Adour-Garonne qui couvre la période 2022-2027, approuvé le 10 mars 2022.

### Climat
Comme dans les trois quarts sud et ouest du département, le climat est océanique aquitain.

### Milieux naturels et biodiversité

#### Natura 2000
Bordé à l'est par la Tude, le territoire communal est concerné par le site Vallée de la Tude, identifié dans le réseau Natura 2000 comme important pour la conservation d'espèces animales européennes menacées,.
Seize espèces animales inscrites à l'annexe II de la directive 92/43/CEE de l'Union européenne y ont été répertoriées.
- un amphibien : le Sonneur à ventre jaune (Bombina variegata) ;
- un crustacé, l'Écrevisse à pattes blanches (Austropotamobius pallipes) ;
- six insectes : l'Agrion de Mercure (Coenagrion mercuriale), le Cerf-volant (mâle) ou la Grande biche (femelle) (Lucanus cervus), la Cordulie à corps fin (Oxygastra curtisii), le Cuivré des marais (Lycaena dispar), le Damier de la succise (Euphydryas aurinia) et le Gomphe de Graslin (Gomphus graslinii) ;
- cinq mammifères : la Loutre d'Europe (Lutra lutra) et le Vison d'Europe (Mustela lutreola), et trois chauves-souris : la Barbastelle d'Europe (Barbastella barbastellus), le Murin à oreilles échancrées (Myotis emarginatus) et le Petit rhinolophe (Rhinolophus hipposideros) ;
- deux poissons : le Chabot fluviatile (Cottus perifretum) et la Lamproie de Planer (Lampetra  planeri) ;
- un reptile : la Cistude (Emys orbicularis).

Vingt-six autres espèces animales importantes y ont été recensées dont quatorze sont concernées par l'annexe IV de la directive habitats.

#### ZNIEFF
À Montboyer, sur un périmètre quasi identique à celui du site Natura 2000 ci-dessus, la vallée de la Tude fait partie de la ZNIEFF de type II nommée « Vallées de la Nizonne, de la Tude et de la Dronne en Poitou-Charentes »,.
Vingt-deux espèces déterminantes d'animaux y ont été répertoriées :
- un amphibien : la Rainette verte (Hyla arborea) ;
- un crustacé, l'Écrevisse à pattes blanches (Austropotamobius pallipes) ;
- cinq insectes dont trois lépidoptères : l'Azuré de la sanguisorbe (Phengaris teleius), le Cuivré des marais (Lycaena dispar) et le Fadet des laîches (Coenonympha oedippus) et deux odonates : l'Agrion de Mercure (Coenagrion mercuriale) et la Cordulie à corps fin (Oxygastra curtisii) ;
- sept mammifères : la Loutre d'Europe (Lutra lutra) et le Vison d'Europe (Mustela lutreola), ainsi que cinq chauves-souris : le Murin à moustaches (Myotis mystacinus), l'Oreillard roux (Plecotus auritus), la Pipistrelle de Kuhl (Pipistrellus kuhlii), le Petit rhinolophe (Rhinolophus hipposideros) et la Sérotine commune (Eptesicus serotinus) ;
- quatre oiseaux : l'Alouette lulu (Lullula arborea), le Martin-pêcheur d'Europe (Alcedo atthis), le Milan noir (Milvus migrans) et le Tarier des prés (Saxicola rubetra) ;
- trois poissons : le Chabot commun (Cottus gobio), la Lamproie de Planer (Lampetra  planeri) et le Toxostome (Parachondrostoma toxostoma) ;
- un reptile : la Cistude (Emys orbicularis).

Vingt-neuf autres espèces animales (quatre mammifères et vingt-cinq oiseaux) y ont été recensées.

## Urbanisme

### Typologie
Au 1er janvier 2024, Montboyer est catégorisée commune rurale à habitat très dispersé, selon la nouvelle grille communale de densité à 7 niveaux définie par l'Insee en 2022.
Elle est située hors unité urbaine et hors attraction des villes,.

### Occupation des sols
L'occupation des sols de la commune, telle qu'elle ressort de la base de données européenne d’occupation biophysique des sols Corine Land Cover (CLC), est marquée par l'importance des territoires agricoles (86 % en 2018), une proportion sensiblement équivalente à celle de 1990 (85,6 %). La répartition détaillée en 2018 est la suivante : 
terres arables (58,5 %), zones agricoles hétérogènes (22 %), forêts (13,1 %), prairies (5,5 %), zones urbanisées (1 %). L'évolution de l’occupation des sols de la commune et de ses infrastructures peut être observée sur les différentes représentations cartographiques du territoire : la carte de Cassini (XVIIIe siècle), la carte d'état-major (1820-1866) et les cartes ou photos aériennes de l'IGN pour la période actuelle (1950 à aujourd'hui).

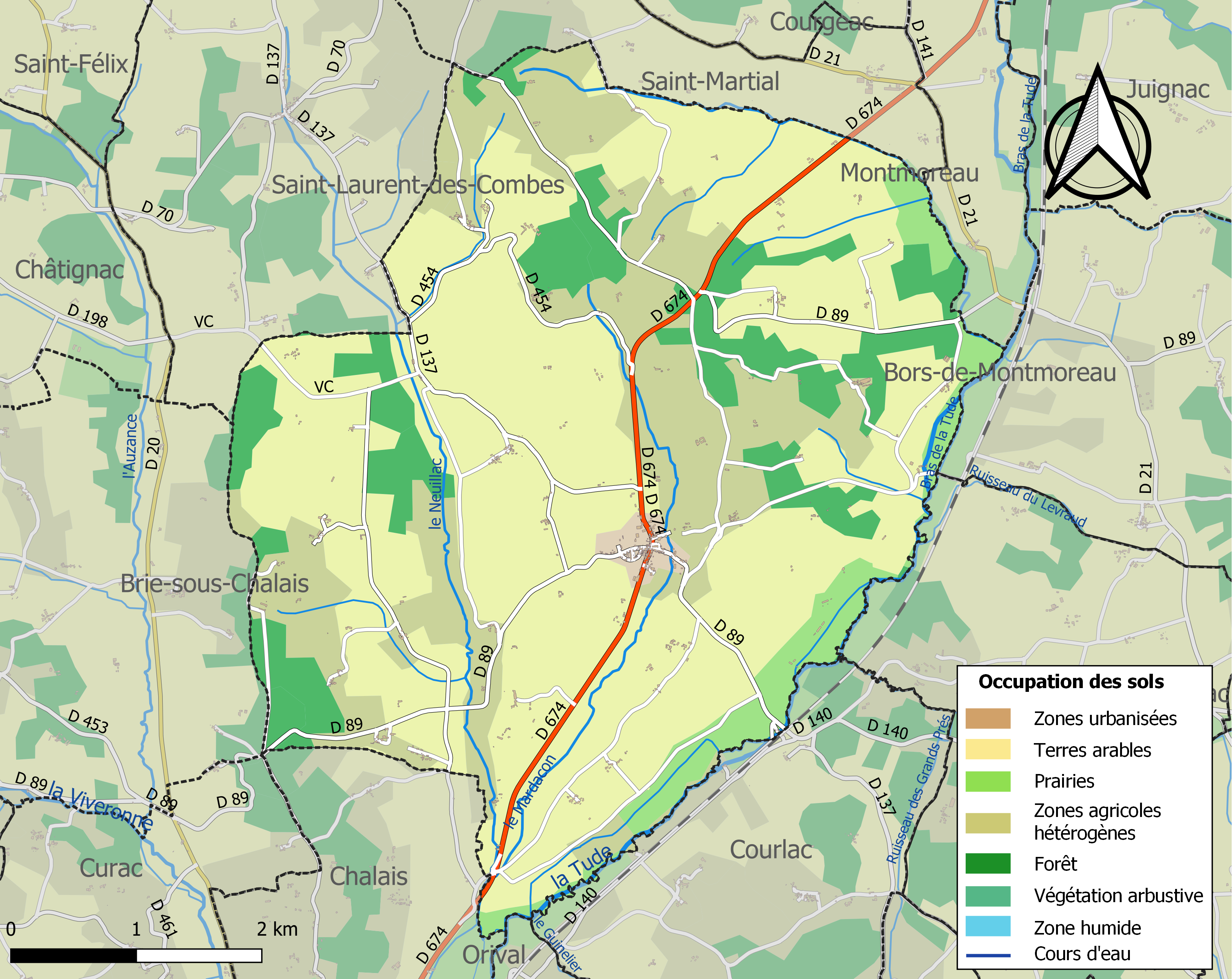
Carte des infrastructures et de l'occupation des sols de la commune en 2018 (CLC).

### Risques majeurs
Le territoire de la commune de Montboyer est vulnérable à différents aléas naturels : météorologiques (tempête, orage, neige, grand froid, canicule ou sécheresse) et séisme (sismicité faible). Il est également exposé à un risque technologique,  le transport de matières dangereuses. Un site publié par le BRGM permet d'évaluer simplement et rapidement les risques d'un bien localisé soit par son adresse soit par le numéro de sa parcelle.

#### Risques naturels

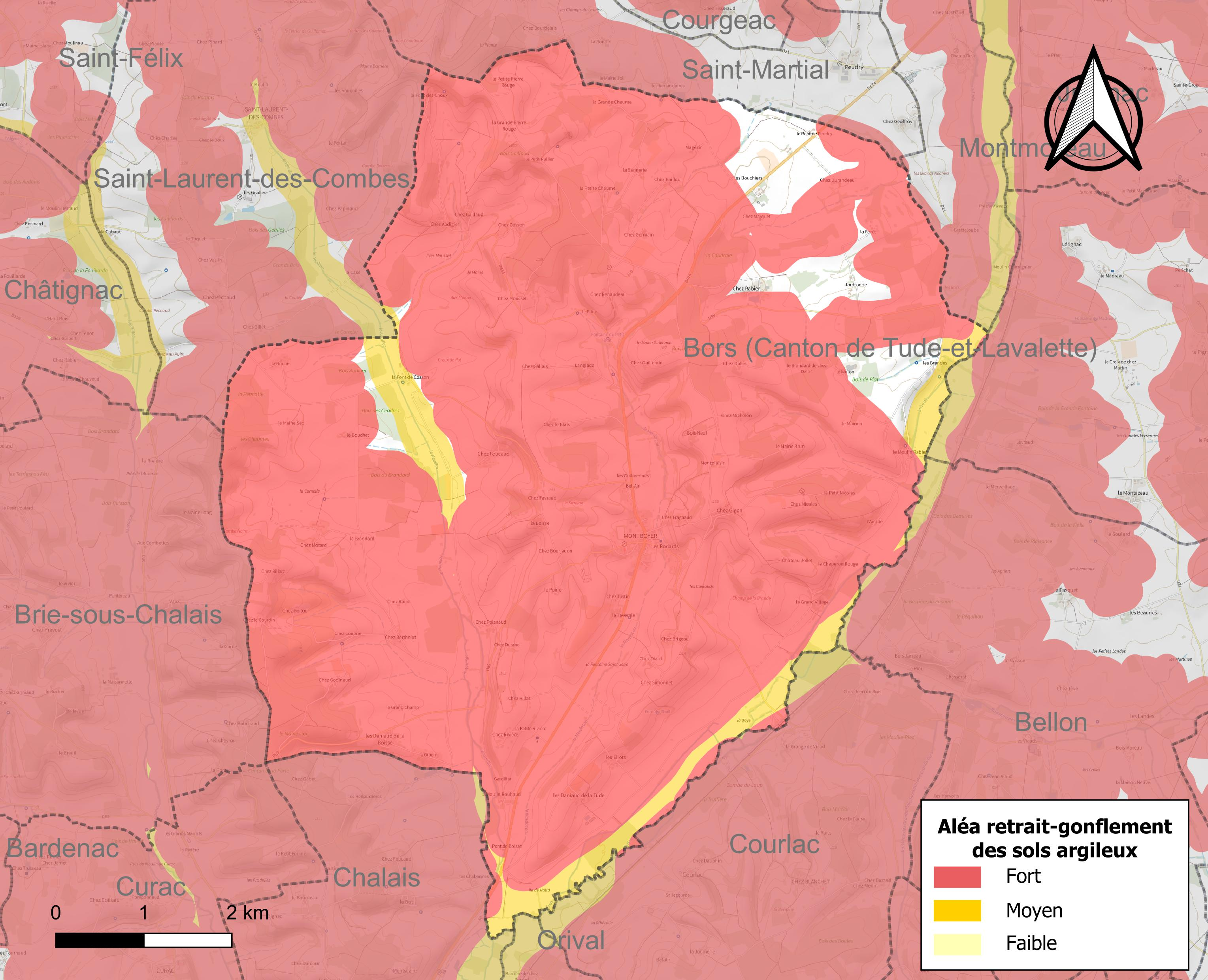
Carte des zones d'aléa retrait-gonflement des sols argileux de Montboyer.

Le retrait-gonflement des sols argileux est susceptible d'engendrer des dommages importants aux bâtiments en cas d’alternance de périodes de sécheresse et de pluie. 95,1 % de la superficie communale est en aléa moyen ou fort (67,4 % au niveau départemental et 48,5 % au niveau national). Sur les 289 bâtiments dénombrés sur la commune en 2019,  279 sont en aléa moyen ou fort, soit 97 %, à comparer aux 81 % au niveau départemental et 54 % au niveau national. Une cartographie de l'exposition du territoire national au retrait gonflement des sols argileux est disponible sur le site du BRGM,.
Par ailleurs, afin de mieux appréhender le risque d’affaissement de terrain, l'inventaire national des cavités souterraines permet de localiser celles situées sur la commune.
La commune a été reconnue en état de catastrophe naturelle au titre des dommages causés par les inondations et coulées de boue survenues en 1982, 1983, 1999 et 2012. Concernant les mouvements de terrains, la commune a été reconnue en état de catastrophe naturelle au titre des dommages causés par des mouvements de terrain en 1999.

#### Risques technologiques
Le risque de transport de matières dangereuses sur la commune est lié à sa traversée par une ou des infrastructures routières ou ferroviaires importantes ou la présence d'une canalisation de transport d'hydrocarbures. Un accident se produisant sur de telles infrastructures est susceptible d’avoir des effets graves sur les biens, les personnes ou l'environnement, selon la nature du matériau transporté. Des dispositions d’urbanisme peuvent être préconisées en conséquence.

## Toponymie
Une forme ancienne est Monte Boerii (non datée, au Moyen Âge).
L'origine du nom de Montboyer remonterait à un nom de personne d'origine latine qui a été francisé en Boyer. Le nom du village signifierait « mont de Boyer »,.

## Histoire
Montboyer était dans la province de Saintonge et en formait la bordure orientale avec Chalais.
Sous l'Ancien Régime, de nombreux fiefs composaient la paroisse. Les principaux étaient la Boisse, Château Jollet et Magézir, ces deux derniers ayant été réunis au XVIe siècle. Ces diverses seigneuries relevaient toutes de la principauté de Chalais, dont elles avaient été démembrées, ce qui fut la cause de nombreuses procédures.
Magézir avait son château fort, détruit lors de la guerre de Cent Ans. Il en reste les douves, comblées en partie. Ce fief appartenait  la famille Nompar de Caumont-La-Force. En 1605, Jacques Nompar de Caumont inaugura les cinq foires annuelles de Montboyer établies par le roi; elles se tenaient les lendemains de Pâques et de la Pentecôte, le jour de la Sainte-Anne, les lendemains de la Toussaint et de Noël. Au XXe siècle, elles se tiendront le quatrième vendredi de chaque mois. Magézir a été vendu comme bien national après la Révolution, après que leurs derniers possesseurs, les Damas de Thianges d'Anlézy, aient émigré.
Les plus anciens registres paroissiaux remontent à 1620.
Au début du XXe siècle, l'industrie dans la commune était représentée par le moulin Rabier, sur la Tude. La gare de Montboyer, située sur la ligne Paris-Bordeaux entre Angoulême et Chalais, était sur le territoire de la commune de Courlac.

## Administration

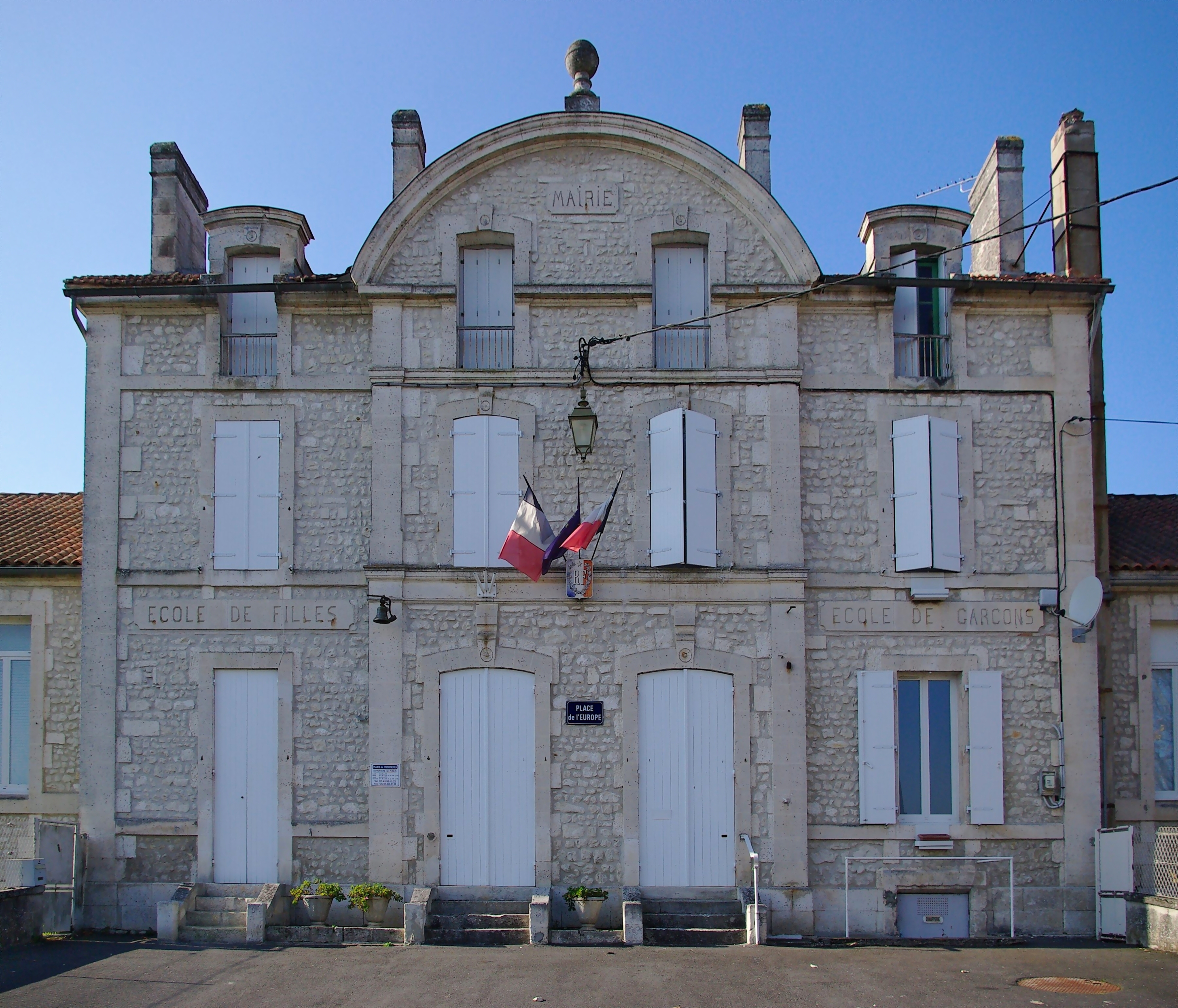
Mairie de Montboyer.

| Période                                  | Période  | Identité        | Étiquette          | Qualité                            |
| ---------------------------------------- | -------- | --------------- | ------------------ | ---------------------------------- |
| maire en 1945                            | ?        | M. Lacombe      | Radical-socialiste |                                    |
| 2001                                     | 2014     | Michel Dubreuil | DVG, puis SE       | Président de la CC Pays de Chalais |
| 2014                                     | 2020     | Christian Lucas |                    |                                    |
| 2020                                     | En cours | Muriel Enique   |                    |                                    |
| Les données manquantes sont à compléter. |          |                 |                    |                                    |

## Démographie

### Évolution démographique
L'évolution du nombre d'habitants est connue à travers les recensements de la population effectués dans la commune depuis 1793. Pour les communes de moins de 10 000 habitants, une enquête de recensement portant sur toute la population est réalisée tous les cinq ans, les populations de référence des années intermédiaires étant quant à elles estimées par interpolation ou extrapolation. Pour la commune, le premier recensement exhaustif entrant dans le cadre du nouveau dispositif a été réalisé en 2008.

En 2022, la commune comptait 329 habitants, en évolution de −10,84 % par rapport à 2016 (Charente : −0,48 %, France hors Mayotte : +2,11 %).
| 1793  | 1800  | 1806  | 1821  | 1831  | 1841  | 1846  | 1851  | 1856  |
| ----- | ----- | ----- | ----- | ----- | ----- | ----- | ----- | ----- |
| 1 444 | 1 274 | 1 407 | 1 464 | 1 551 | 1 479 | 1 426 | 1 467 | 1 521 |

| 1861  | 1866  | 1872  | 1876  | 1881  | 1886  | 1891  | 1896  | 1901  |
| ----- | ----- | ----- | ----- | ----- | ----- | ----- | ----- | ----- |
| 1 424 | 1 428 | 1 330 | 1 284 | 1 275 | 1 209 | 1 140 | 1 045 | 1 057 |

| 1906  | 1911  | 1921 | 1926 | 1931 | 1936 | 1946 | 1954 | 1962 |
| ----- | ----- | ---- | ---- | ---- | ---- | ---- | ---- | ---- |
| 1 040 | 1 118 | 916  | 887  | 866  | 841  | 829  | 765  | 664  |

| 1968 | 1975 | 1982 | 1990 | 1999 | 2006 | 2008 | 2013 | 2018 |
| ---- | ---- | ---- | ---- | ---- | ---- | ---- | ---- | ---- |
| 595  | 538  | 489  | 440  | 415  | 412  | 411  | 391  | 331  |

| 2022 | - | - | - | - | - | - | - | - |
| ---- | - | - | - | - | - | - | - | - |
| 329  | - | - | - | - | - | - | - | - |

### Pyramide des âges
La population de la commune est relativement âgée.
En 2018, le taux de personnes d'un âge inférieur à 30 ans s'élève à 22,1 %, soit en dessous de la moyenne départementale (30,2 %). À l'inverse, le taux de personnes d'âge supérieur à 60 ans est de 42,9 % la même année, alors qu'il est de 32,3 % au niveau départemental.
En 2018, la commune comptait 168 hommes pour 163 femmes, soit un taux de 50,76 % d'hommes, largement supérieur au taux départemental (48,41 %).
Les pyramides des âges de la commune et du département s'établissent comme suit.
| Hommes | Classe d’âge | Femmes |
| ------ | ------------ | ------ |
| 0,6    | 90 ou +      | 2,5    |
| 14,3   | 75-89 ans    | 17,2   |
| 25,6   | 60-74 ans    | 25,8   |
| 22,6   | 45-59 ans    | 20,9   |
| 14,9   | 30-44 ans    | 11,7   |
| 12,5   | 15-29 ans    | 12,9   |
| 9,5    | 0-14 ans     | 9,2    |

| Hommes | Classe d’âge | Femmes |
| ------ | ------------ | ------ |
| 1      | 90 ou +      | 2,7    |
| 9,2    | 75-89 ans    | 12     |
| 20,6   | 60-74 ans    | 21,3   |
| 20,7   | 45-59 ans    | 20,3   |
| 16,8   | 30-44 ans    | 16     |
| 15,6   | 15-29 ans    | 13,4   |
| 16,1   | 0-14 ans     | 14,3   |

## Économie

### Agriculture
La commune fait partie de l'aire d'origine contrôlée du Cognac « Bons Bois » et de l'AOC/AOP Noix du Périgord.

## Équipements, services et vie locale

### Enseignement
L'école est un RPI entre Montboyer et Saint-Martial, qui accueillent chacune une école élémentaire. L'école de Montboyer, située au bourg, comporte une classe unique. Le secteur du collège est Chalais.

## Lieux et monuments
- L'église paroissiale Saint-Vincent date du XVIIIe siècle. Certains de ses objets sont classés au titre des monuments historiques : statue de Vierge à l'enfant, autel, cloche[42].

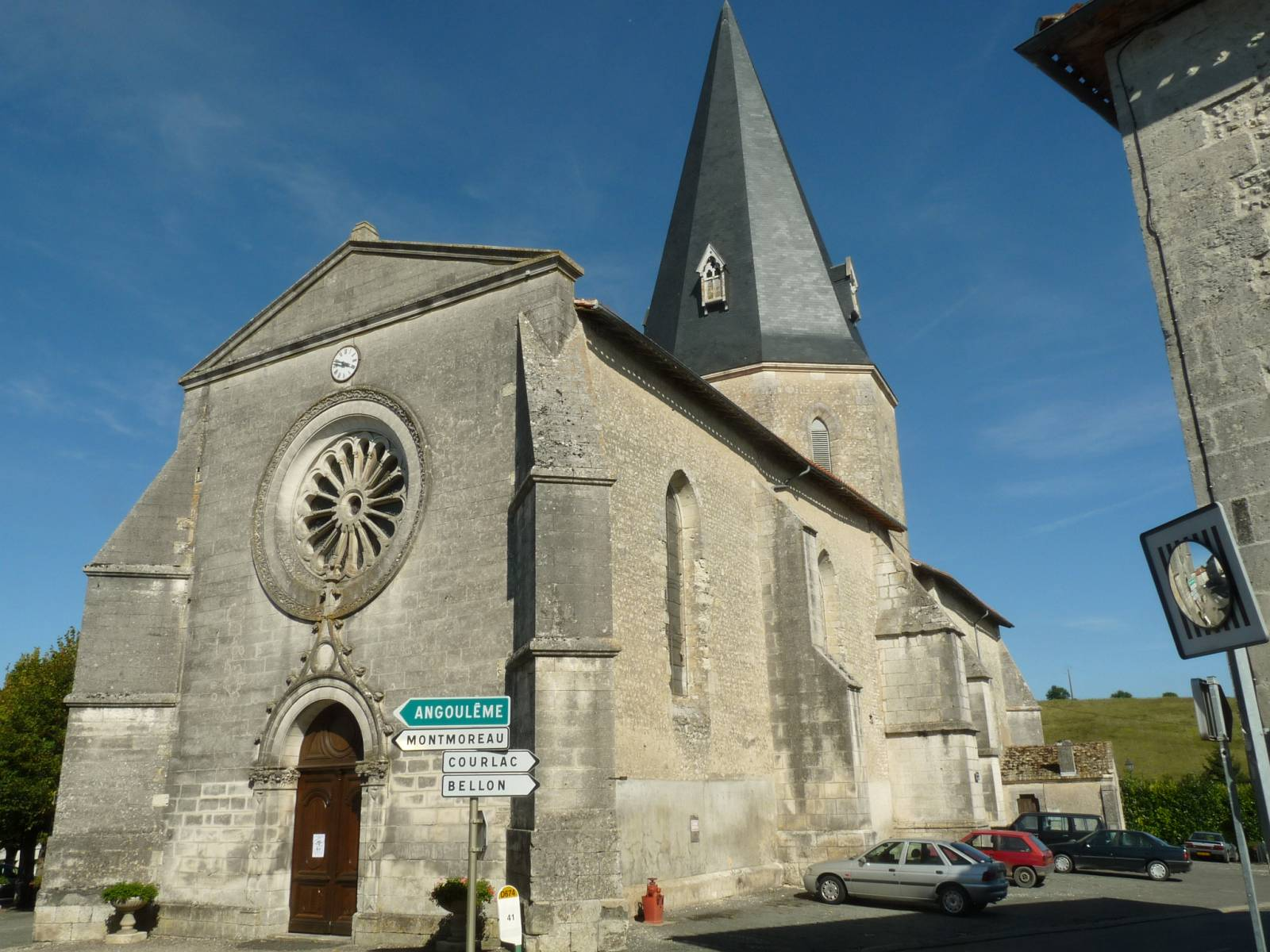
L'église.
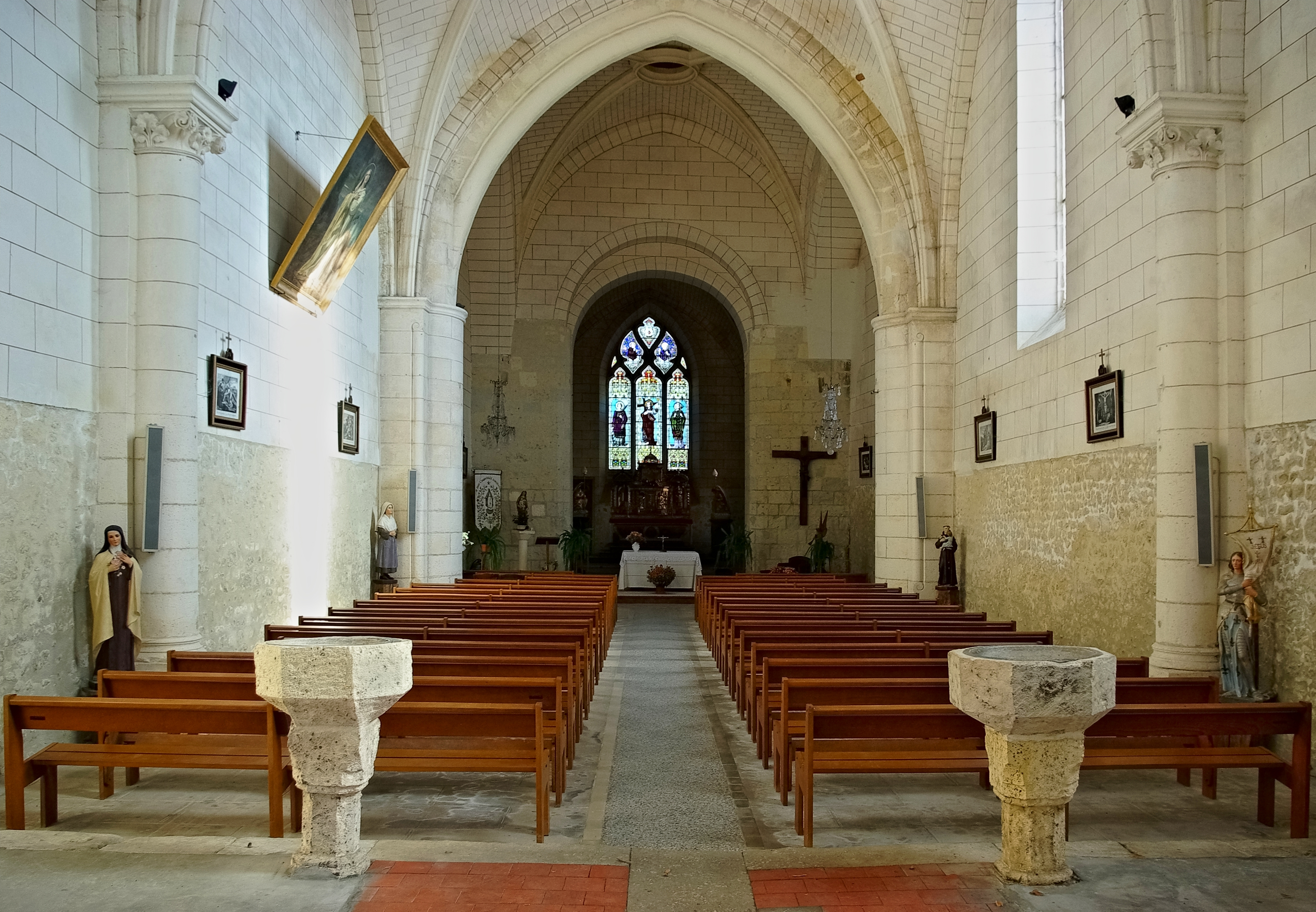
La nef vue du portail.
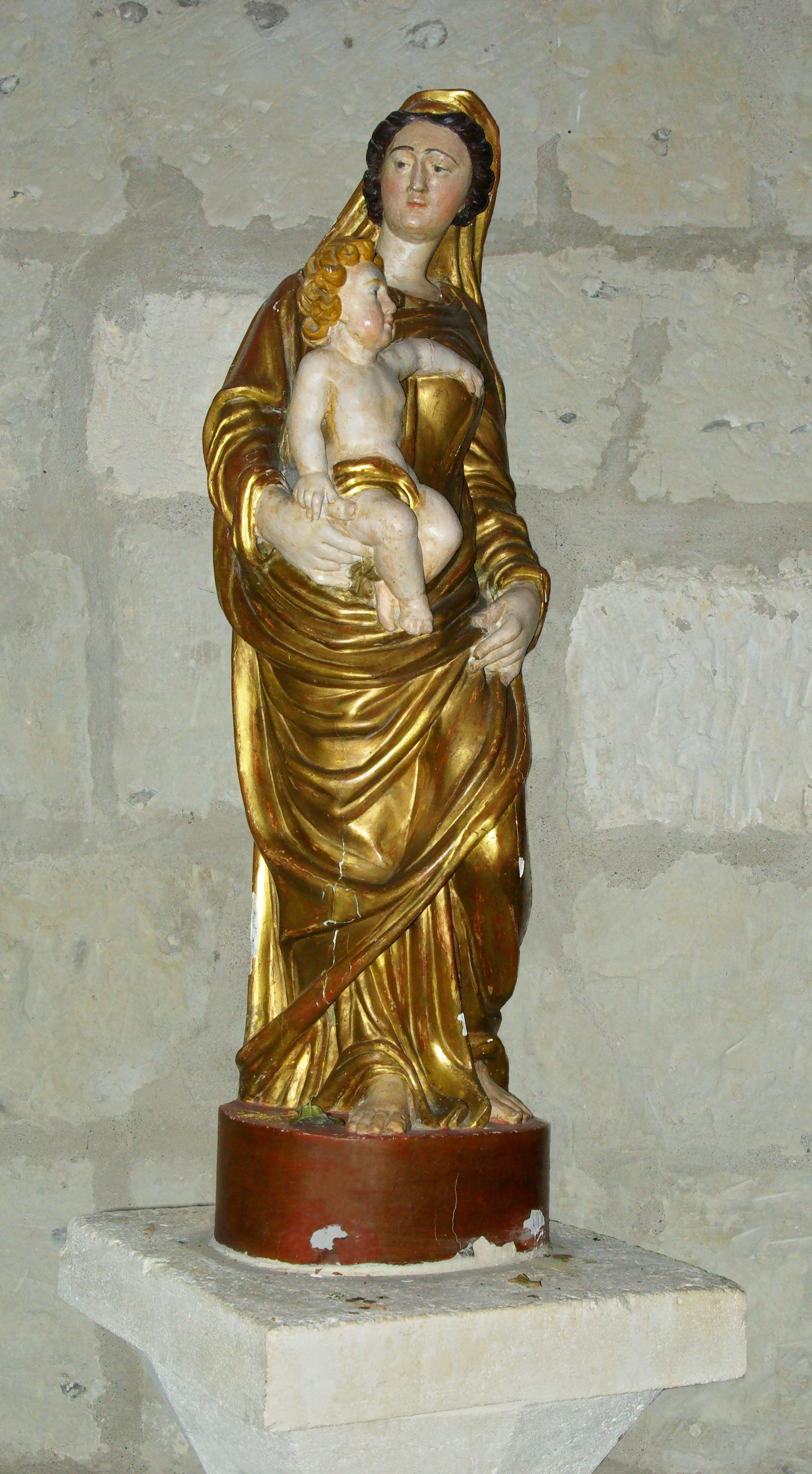
Vierge à l'Enfant.
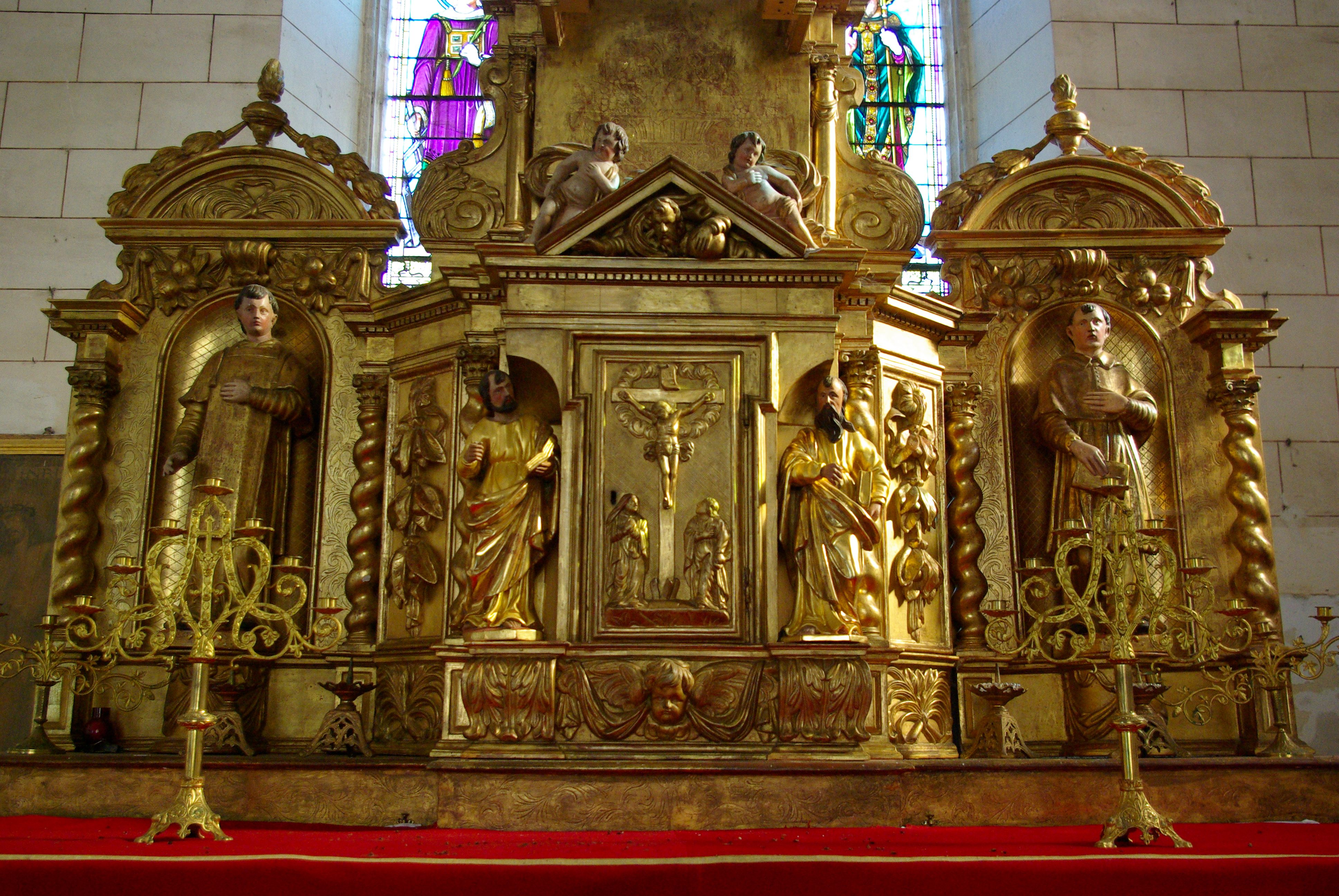
Tabernacle et retable.
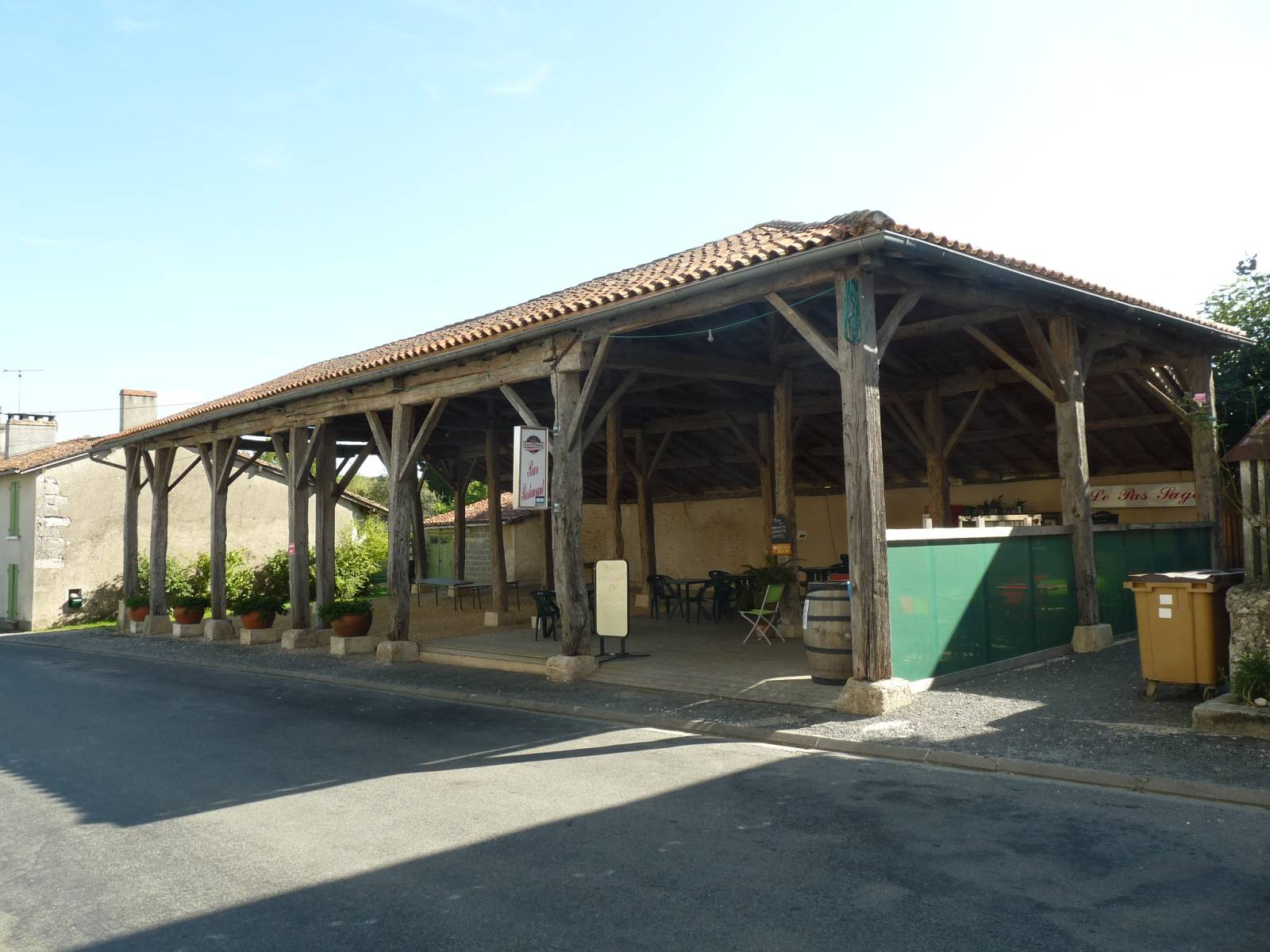
Les halles.

## Personnalités liées à la commune
- Jacques Nompar de Caumont (1558-1652), seigneur de Magézir.
- François-Ganivet Desgraviers-Berthelot, né à Montboyer en 1768, mort au combat le 26 juillet 1812 à Salamanque (Espagne), général des armées de la Révolution et de l'Empire.
- Marcelin Oscar Chabannais, né à Montboyer le 13 avril 1868, mort en 1941, instituteur, chevalier de la Légion d'honneur, auteur d'Angoulême, Balcon du Sud-Ouest, à travers les âges édité en 1938, dessinateur[43]